# Acanthochondria cyclopsetta
Acanthochondria cyclopsetta – gatunek widłonoga z rodziny Chondracanthidae. Nazwa naukowa tego gatunku skorupiaków została opublikowana w 1952 roku przez amerykańskiego zoologa Arthura Sperry Pearse'a. Gatunek został ujęty w Catalogue of Life.